# Nanzi
Madame Nanzi (chinois : 南子), également appelée Nan Zi et Wei Ling Nazi (VIe siècle av. J.-C. - 480 av. J.-C.), est une souveraine chinoise, la duchesse épouse du duc Wey Yuan (r. 534–492 av. J.-C.), et chef de Wey à la place de son épouse, qui ne s'intéressait pas à la politique.
Aux côtés de Fu Hao, Yi Jiang et Reine Xuan, elle est l'une des quatre seules femmes notées comme de grands acteurs politiques en Chine avant l'impératrice Lü, et peut-être la première femme à avoir dirigé un État chinois.

## Biographie
Elle était l'épouse du duc Wey Yuan (r. 534-492). parce que son conjoint ne s'intéressait pas aux questions gouvernementales et s'était effectivement retiré de la politique, il la laissa diriger les affaires de l'État pour lui avec son approbation.
Elle était une dirigeante respectée à la place de son conjoint et décrite comme une dirigeante sage avec la capacité de nommer de bons fonctionnaires. Elle était respectée en tant que dirigeant de Confucius, qui lui a rendu visite, bien qu'après avoir initialement trouvé des excuses.
Son beau-fils, le duc Wei Zhuang a tenté de la faire assassiner en raison de sa relation avec son frère Zichao, qui a été décrite comme incestueuse. La rupture entre elle et son beau-fils a provoqué un conflit entre son mari et son beau-fils et a forcé son beau-fils à s'exiler.

### La vie plus tard et la mort
En 493 av. J.-C., le duc Ling est mort. La duchesse Nanzi souhaitait introniser le prince Ying. Ying a refusé la proposition, mais a plutôt recommandé le fils de son frère Kuaikui, Zhe, comme héritier présumé, et Zhe a succédé au duc Ling en tant que duc Wey Chu.
En 481 av. J.-C., son ancien beau-fils prit le duché de son fils. Nanzi a été exécutée par le duc au pouvoir en 480 av. J.-C.

## Héritage
En raison de l'aversion pour la domination féminine en Chine, Nanzi, qui avait une bonne réputation en tant que dirigeante à son époque, s'est progressivement vu donner une mauvaise réputation dans l'histoire, et finalement appelée usurpatrice adultère qui a abusé de son pouvoir et provoqué une crise dynastique.
Elle est représentée dans Deux femmes désordonnées de Wei dans les biographies de femmes éminentes (Lienü zhuan) aux côtés de Kong Bo Ji et décrite comme "trompeuse et lubrique", accusée de la crise de succession et accusée d'avoir causé le "désordre de cinq générations ".